# Degerfors, Lycksele och Åsele tingslags valkrets
Degerfors, Lycksele och Åsele tingslags valkrets var i valen till andra kammaren 1875–1881 en egen valkrets med ett mandat. Valkretsen, som geografiskt motsvarade dagens Vindelns kommun samt de i Västerbottens län belägna delarna av Lappland (med undantag för Malå), avskaffades i valet 1884 då Degerfors tingslag fördes till Västerbottens södra domsagas valkrets medan Lycksele och Åsele tingslag fördes till Västerbottens västra domsagas valkrets. 

## Riksdagsman
- Anton Hellgrén, lmp (1876–1884)